# Lene Larsen
Lene Larsen (født 3. september 1945) er en dansk skuespiller.
Hun er uddannet fra Privatteatrenes elevskole i 1969, og har bl.a. været tilknyttet ABC-Teatret, Det ny Teater, Det Danske Teater og Gladsaxe Teater. Hun var desuden med i Cirkusrevyen i 1969.

## Udvalgt filmografi
- Den røde rubin (1969)
- Tjærehandleren (1971)
- Kære Irene (1971)
- Manden på Svanegården (1972)
- På'en igen Amalie (1973)
- Vinterbørn (1978)
- Kurt og Valde (1983)

### Tv-serier
- Huset på Christianshavn (1970-1977)
- Matador (1978-1981)

## Eksterne links
- Lene Larsen på Internet Movie Database (engelsk)
- Lene Larsen på Filmdatabasen
- Lene Larsen på danskefilm.dk
- Lene Larsen på danskfilmogtv.dk
- Lene Larsen på The Movie Database (engelsk)